# Jóhannes Eðvaldsson
Jóhannes Eðvaldsson (Reykjavík, 1950. szeptember 3. – 2021. január 24.) válogatott izlandi labdarúgó, hátvéd. Testvére Atli Eðvaldsson (1957–2019) válogatott labdarúgó, edző.

## Pályafutása

### Klubcsapatban
1968 és 1974 között a Valur labdarúgója volt, közben 1972-ben rövid ideig a fél-afrikai Cape Town City csapatában játszott. 1974-ben a francia FC Metz, 1975-ben a dán a Holbæk B&I játékosa volt. 1975 és 1980 között a skót Celtic csapatában 127 bajnoki mérkőzésen 24 gólt szerzett. Két skót bajnoki címet és egy skótkupa-győzelmet ért el a csapattal. 1980–81-ban az amerikai Tulsa Roughnecks, 1981–82-ben a másodosztályú német Hannover 96, 1982 és 1984 között a skót Motherwell labdarúgója volt. 1984–85-ben a Þróttur együttesében fejezte be az aktív labdarúgást.

### A válogatottban
1971 és 1983 között 34 alkalommal szerepelt az izlandi válogatottban és két gólt szerzett.

## Sikerei, díjai
- az év izlandi sportolója (1975)

 Valur
- Izlandi kupa
  - győztes: 1974

 Celtic
- Skót bajnokság
  - bajnok (2): 1976–77, 1978–79
- Skót kupa
  - győztes: 1977